# Саксон (Вісконсин)
Саксон (англ. Saxon) — місто (англ. town) в США, в окрузі Айрон штату Вісконсин. Населення — 290 осіб (2020).

## Демографія
Згідно з переписом 2010 року, у місті мешкали 324 особи в 147 домогосподарствах у складі 97 родин. Було 259 помешкань
Расовий склад населення:
| - 98,5 % — білих |

До двох чи більше рас належало 1,5 %. Частка іспаномовних становила 0,0 % від усіх жителів.
За віковим діапазоном населення розподілялося таким чином: 17,0 % — особи молодші 18 років, 62,3 % — особи у віці 18—64 років, 20,7 % — особи у віці 65 років та старші. Медіана віку мешканця становила 48,9 року. На 100 осіб жіночої статі у місті припадало 107,7 чоловіків;  на 100 жінок у віці від 18 років та старших — 102,3 чоловіків також старших 18 років.
Середній дохід на одне домашнє господарство  становив 56 408 доларів США (медіана — 47 500), а середній дохід на одну сім'ю — 72 652 долари (медіана — 65 125). Медіана доходів становила 46 875 доларів для чоловіків та 31 944 долари для жінок. За межею бідності перебувало 20,2 % осіб, у тому числі 13,6 % дітей у віці до 18 років та 9,3 % осіб у віці 65 років та старших.
Цивільне працевлаштоване населення становило 171 особа. Основні галузі зайнятості: освіта, охорона здоров'я та соціальна допомога — 19,9 %, сільське господарство, лісництво, риболовля — 18,1 %, виробництво — 11,7 %, публічна адміністрація — 8,8 %.